# К.А. Росетті (комуна, Тулча)
К.А. Росетті (рум. C.A. Rosetti) — комуна у повіті Тулча в Румунії. До складу комуни входять такі села (дані про населення за 2002 рік):
- К.А. Росетті (295 осіб)
- Кардон (27 осіб)
- Летя (404 особи)
- Периправа (312 осіб)
- Сфіштофка (141 особа)

Комуна розташована на відстані 289 км на схід від Бухареста, 60 км на схід від Тулчі, 144 км на північний схід від Констанци, 120 км на схід від Галаца.

## Населення
За даними перепису населення 2002 року у комуні проживали 1179 осіб.
Національний склад населення комуни:
| Національність   | Кількість осіб | Відсоток |
| ---------------- | -------------- | -------- |
| румуни           | 803            | 68,1%    |
| росіяни-липовани | 368            | 31,2%    |
| українці         | 8              | 0,7%     |

Рідною мовою назвали:
| Мова       | Кількість осіб | Відсоток |
| ---------- | -------------- | -------- |
| румунська  | 819            | 69,5%    |
| російська  | 351            | 29,8%    |
| українська | 8              | 0,7%     |
| болгарська | 1              | 0,1%     |

Склад населення комуни за віросповіданням:
| Релігія      | Кількість осіб | Відсоток |
| ------------ | -------------- | -------- |
| православні  | 809            | 68,6%    |
| старообрядці | 369            | 31,3%    |
| адвентисти   | 1              | 0,1%     |

## Зовнішні посилання
- Дані про комуну К.А. Росетті на сайті Ghidul Primăriilor [Архівовано 14 травня 2012 у Wayback Machine.]